# 26 محرم
- السبت
- الأحد
- الاثنين
- الثلاثاء
- الأربعاء
- الخميس
- الجمعة

- 306 يوليو 2024
- 17 يوليو 2024
- 28 يوليو 2024
- 39 يوليو 2024
- 410 يوليو 2024
- 511 يوليو 2024
- 612 يوليو 2024
- 713 يوليو 2024
- 814 يوليو 2024
- 915 يوليو 2024
- 1016 يوليو 2024
- 1117 يوليو 2024
- 1218 يوليو 2024
- 1319 يوليو 2024
- 1420 يوليو 2024
- 1521 يوليو 2024
- 1622 يوليو 2024
- 1723 يوليو 2024
- 1824 يوليو 2024
- 1925 يوليو 2024
- 2026 يوليو 2024
- 2127 يوليو 2024
- 2228 يوليو 2024
- 2329 يوليو 2024
- 2430 يوليو 2024
- 2531 يوليو 2024
- 261 أغسطس 2024
- 272 أغسطس 2024
- 283 أغسطس 2024
- 294 أغسطس 2024
- 15 أغسطس 2024
- 26 أغسطس 2024
- 37 أغسطس 2024
- 48 أغسطس 2024
- 59 أغسطس 2024

26 مُحرَّم أو 26 مُحرَّم الحرام أو يوم 26 \ 1 (اليوم السادس والعشرين من الشهر الأوَّل) هو اليوم السادس والعشرين من أيَّام السنة وفق التقويم الهجري القمري (العربي). يبقى بعده 328 أو 329 يومًا لانتهاء السنة.

## أحداث
- 681 هـ - تولي أحمد تكودار عرش الدولة الإيلخانية خلفاً لأخيه أباقا خان، وبذلك أصبح السلطان الثالث لتلك الدولة.
- 915 هـ - قيام الإسبان بهجوم على ميناء وهران بقوة بلغت أربعة وعشرون ألف جندي، حيث قاموا بمجزرة تمثلت بذبح أربعة آلاف مسلم فيها، والاستيلاء على الميناء الذي أصبح أهم قاعدة بحرية لهم في شمال أفريقيا.
- 1112 هـ - الدولة العثمانية تعقد معاهدة إستانبول مع روسيا بعد مفاوضات استمرت 5 أشهر، وتضمنت المعاهدة 14 بندًا؛ منها أن يكون ذهاب وإياب السفير الروسي إلى إستانبول عن طريق البر، وليس عن طريق البحر؛ لأن البحر الأسود بحر عثماني مغلق.
- 1367 هـ - مجلس الأمن يصدر قرارًا بتدويل القدس.
- 1380 هـ - التلفزيون المصري يبدأ في بثِّ برامجه، وكان أول بث مباشر من مجلس الأمة (مجلس الشعب حاليًا).
- 1402 هـ - الرئيس الأمريكي رونالد ريغان يوقع على أمر رئاسي ظل سرًا يقضي بأن تقوم وكالة المخابرات المركزية بدعم وتدريب وتمويل «ثوار الكونترا» في نيكاراغوا، وهو الأمر الذي تم فضحة فيما بعد وعرفت بقضية «إيران - كونترا».
- 1411 هـ - الرئيس الأمريكي جورج بوش يصدر أوامره للسفن الحربية الأمريكية بوضع العقوبات التجارية التي فرضتها الأمم المتحدة على العراق بعد غزوه للكويت موضع التنفيذ فورًا مستخدمة القوه إذا لزم الأمر لمنع السلع من الدخول والخروج من العراق والكويت.
- 1412 هـ - اغتيال آخر رئيس وزراء إيراني قبل الثورة شابور بختيار بمنزله في باريس.
- 1431 هـ - الرئيس السوداني عمر البشير يعلن عن تخليه عن قيادة الجيش السوداني وذلك لأن قانون الأحزاب المطبق منذ ثلاث سنوات يقضي بأنه لا يمكن الجمع بين عضوية تنظيم سياسي والقوات المسلحة، وأيضًا تماشيًا مع القانون الانتخابي لكي يتسنى له الترشح لولاية جديدة في الانتخابات القادمة.
- 1432 هـ - تفجير بواسطة سيارة مفخخة يستهدف كنيسة في منطقة سيدي بشر بالإسكندرية مع أول دقائق العام الجديد، وأدى الحادث إلى سقوط عدد من القتلى والجرحى.
- 1437 هـ - إعصار ميج يضرب سقطرى اليمنية في بحر العرب ويتجه نحو عدن وأبين.
- 1438 هـ - فوز ناشطتي حقوق الإنسان اليزيديتين نادية مراد ولمياء حجي بشار بجائزة سخاروف لحرية الفكر.

## مواليد
- 1314 هـ - محمد عبد الله عنان، مؤرخ وأديب مصري.
- 1344 هـ - هدى سلطان، ممثلة مصرية.
- 1361 هـ - إيهود باراك، سياسي وعسكري إسرائيلي.
- 1376 هـ - أيمن زيدان، ممثل سوري.
- 1388 هـ - هاشم ثاتشي، رئيس وزراء كوسوفو.
- 1389 هـ - مي سكاف، ممثلة سورية.
- 1393 هـ - أحمد السقا، ممثل مصري.
- 1394 هـ - نادين لبكي، مخرجة وممثلة لبنانية.
- 1412 هـ - حنان جابر، مذيعة كويتية.

## وفيات
- 287 هـ - ابن وضاح، محدّث أندلسي.
- 1176 هـ - شاه ولي الله الدهلوي، مصلح وداعية إسلامي هندي.
- 1361 هـ - إبراهام شتيرن، مؤسس منظمة شتيرن الصهيونية.
- 1369 هـ - علي محمود طه، شاعر مصري.
- 1393 هـ - محمود تيمور، أديب مصري.
- 1398 هـ - مرتضى آل ياسين، فقيه جعفري عراقي.
- 1412 هـ - شابور بختيار، رئيس وزراء إيران.
- 1430 هـ - محمد خير أبو حرب، لغوي ومربي سوري.
- 1431 هـ - محمد أبو سمرة، مناضل فلسطيني.
- 1437 هـ - عبد الرزاق عبد الواحد، شاعر عراقي.
- 1438 هـ - شعيب الأرناؤوط، عالم محدث محقق سوري.

## وصلات خارجية
- موقع قصة الإسلام: حدث في شهر محرم.